# Championnat de France de rugby à XIII en fauteuil roulant
Ne doit pas être confondu avec Championnat de France de rugby-fauteuil.
Le Championnat de France de rugby à XIII en fauteuil roulant dont la première division est dénommée Élite 1 XIII fauteuil, est une compétition annuelle mettant aux prises les 7 meilleurs clubs de rugby-fauteuil à XIII en France.
Il comporte également une deuxième division, l’Élite 2, avec un système de relégation-promotion vers cette dernière.

## Palmarès
L'édition 2020, d'abord suspendue courant mars, est finalement annulée par la Fédération française de rugby à XIII, le 15 avril 2020, en raison de la pandémie de maladie à coronavirus. Par conséquent, le titre n'est pas attribué et la saison est officiellement considérée comme "blanche", selon l'instance fédérale.

### Par édition
- 2008 Dragons Handi Rugby XIII
- 2009 Dragons Catalans
- 2010 Dragons Catalans bat Diables Cadurciens
- 2011 Dragons Catalans bat Diables Cadurciens
- 2012 Diables de Cahors bat Dragons Catalans (47–38)
- 2013 Dragons Catalans bat Diables Cadurciens (61-28)
- 2014 Dragons Catalans bat Diables Cadurciens (44-40)
- 2015 Dragons Catalans bat Diables Cadurciens (68 - 26)
- 2016 Dragons Handi Rugby XIII bat Toulouse Olympique XIII (29 – 26)
- 2017 Toulouse Olympique XIII bat Dragons Handi Rugby XIII (52 – 34)
- 2018 Dragons Handi Rugby XIII bat SO Avignon (43-29)[2]
- 2019 Dragons Handi Rugby XIII bat SO Avignon (58-42)[3]
- 2020 Épreuve annulée en raison de la pandémie de coronavirus
- 2021 Épreuve annulée en raison de la pandémie de coronavirus
- 2022 Dragons Handi Rugby XIII bat Montauban Pandas (56-28)[4]
- 2023 Dragons Handi Rugby XIII bat Montauban Pandas (56-33)[5]
- 2024 Dragons Handi Rugby XIII bat Montauban Pandas (26-22)[6]
- 2025 Dragons Handi Rugby XIII bat Montauban Pandas (70-38)[7]

### Par club
- Dragons Handi Rugby XIII (14) :  2008, 2009, 2010, 2011, 2013, 2014, 2015, 2016, 2018, 2019, 2022, 2023, 2024, 2025
- Diables de Cahors (1): 2012
- Toulouse Olympique XIII (1): 2017

## Clubs de l'édition 2016-2017
- Dragons Handi Rugby XIII
- Toulouse Olympique XIII
- Cahors Lot XIII
- Aingirak Euskadi
- SO Avignon
- Stade Toulousain Rugby Handisport
- Handisport Roannais Section Rugby XIII
- Pandas Montauban Handisport

## Médias
Les médias français et anglais spécialisés en rugby à XIII suivent l'évènement. On citera ainsi, de manière non exhaustive : Planète XIII, Rugby League World, l'Indépendant, la Dépêche du Midi et Midi-Olympique. On notera cependant que la présence de deux clubs du « nord de la Loire » (Arbent et Saint-Omer-en-Chaussée ) entrainent la couverture sporadique du championnat par des médias régionaux de l'Ain et des Hauts-de-France. 
La télévision publique française ne couvrant pas le championnat, la Fédération française de rugby à XIII réalise et diffuse elle même les finales de la compétition.

## Vidéographie
[vidéo][Production de télévision] « Finale du Championnat de France 2018 - Rugby XIII Fauteuil en direct de la Roque d'Anthéron - SO Avi », 17 juin 2018, FFR XIII (consulté le 5 aout 2019)
 [vidéo] « REPLAY VIDEO: Finale 2019 Championnat de France Fauteuil ELITE1 », 28 mai 2019, FFR XIII (consulté le 5 aout 2019)